# 国王新广场站
国王新广场站（丹麦语：Kongens Nytorv Station）是哥本哈根地铁的一座车站，位于丹麦首都哥本哈根市中心的“国王新广场”，并因此而得名。本站是1号线、2号线、3号线、4号线的换乘站。属于第1收费区。本站还设有直通麦格辛·诺德百货商店（Magasin du Nord）的通道。

## 历史
国王新广场站是哥本哈根地铁首通车站之一。首通时，1号线运行在北门站⟷西阿迈厄岛站之间，2号线运行在北门站⟷黏土矿坑公园站之间。为配合3号线、4号线引入本站的扩建工程，自2009年10月4日起进行了一系列考古发掘工作。扩建工程于2011年年中开工。2019年9月29日，哥本哈根地铁3号线开通并在本站设站。2020年3月28日，哥本哈根地铁4号线引入本站。

## 车站布局
国王新广场站与哥本哈根地铁其它车站风格相同。设有自动扶梯与电梯。共有两个出口：一个是靠近国王新广场、小国王街（Lille Kongensgade）、小岛水道街（Holmens Kanal）、大國王街 （Store Kongensgade）的西南出口，另一个是通往辛·诺德百货商店（Magasin du Nord）的出口。

## 外部連結
- Kongens Nytorv station on www.m.dk（页面存档备份，存于）（丹麦语）